# Eurinoe
Eurinoe (in greco antico: Εὐρυνόη?, Eurynòe, da ευρύς, "ampia", e νοῦς, "mente"; inizio del IV secolo a.C.) è stata una principessa macedone antica.

## Biografia
Eurinoe era figlia del re di Macedonia Aminta III e di sua moglie Euridice I. I suoi fratelli, che sarebbero tutti saliti, in tempi diversi, sul trono di Pella, erano Alessandro II, Perdicca III e Filippo II.
Secondo la testimonianza di Giustino, il marito di Eurinoe (identificato dagli storici moderni come Tolomeo di Aloro) congiurò assieme alla suocera Euridice, madre della stessa Eurinoe, per uccidere il re Aminta. Giustino racconta che fu proprio Eurinoe a rivelare al padre la trama della madre e del marito. Aminta preferì evitare lo scandalo e perdonare la moglie e il genero, che oltre a tramare per la sua morte avevano una relazione fra loro.
Poco tempo dopo, però, Aminta morì per cause naturali e gli succedette al trono il figlio primogenito Alessandro II (370 a.C.), che due anni dopo fu ucciso da Tolomeo di Aloro, il quale sposò Euridice per assicurarsi la reggenza al trono di Macedonia in nome di Perdicca III, fratello minorenne di Alessandro (368 a.C.). Questo matrimonio tra Tolomeo ed Euridice fa appunto supporre agli storici moderni che Tolomeo di Aloro e il marito di Eurinoe (e amante di Euridice), che aveva precedentemente tramato contro Aminta per ottenere il trono, fossero in realtà la stessa persona.
Al tempo del matrimonio di Tolomeo con la suocera Euridice, probabilmente Eurinoe era già morta. Filosseno, il figlio di Tolomeo che fu inviato a Tebe come ostaggio in seguito agli accordi tra il reggente macedone e Pelopida (che era intervenuto dopo l'assassinio di Alessandro in aiuto dei suoi sostenitori confermando però la reggenza di Tolomeo in cambio della sua promessa di lasciare il trono a Perdicca quando questi sarebbe divenuto maggiorenne), era probabilmente figlio della stessa Eurinoe.